# Milax cyprius
Milax cyprius is een slakkensoort uit de familie van de Milacidae. De wetenschappelijke naam van de soort is voor het eerst geldig gepubliceerd in 1906 door Simroth.